# یودوما
یودوما (به لاتین: Yudoma) یک رود در روسیه است که در یاقوتستان واقع شده‌است.